# Islas Haida
Las Islas Haida (en inglés: Haida Islands ) son un pequeño archipiélago en la costa central de la Columbia Británica, al oeste de Canadá, al sur de la Isla Stryker y cerca de la comunidad de Bella Bella. No deben confundirse con las islas Queen Charlotte, cuyo nombre "indígena" recién inventado, Haida Gwaii, se traduce como "Islas del pueblo" y que comúnmente es conocida como tal.